# Stavøy
Stavøy eller Stavøya er en ø i Flora kommune i Vestland fylke i Norge. Den ligger lige syd for Florø Lufthavn, på sydsiden af Solheimsfjorden og nord for Brufjorden. Øen har et areal på 10,9 km² og omkring 55 indbyggere. 
Øerne Askrova og Svanøy ligger vest for Brufjorden på vestsiden af Stavøy. Stavøy blev i 1990 knyttet til fastlandet med Stongasundet bro, som er 173 meter lang og fører  over til Bru og Fv547.